# Nello Velucchi
Nello Velucchi, né le 9 février 1936 à Vitiano di Arezzo (Toscane), est un coureur cycliste italien, professionnel de 1956 à 1963.

## Palmarès
- 1956
  - Grand Prix de la ville de Camaiore
  - Coppa 29 Martiri di Figline di Prato
  - Coppa Pietro Linari
  - 2e de Florence-Viareggio
  - 3e de la Coppa Messapica
  - 3e du Gran Premio Pretola
- 1959
  - 2e du Milan-Vignola
  - 3e du Tour des Apennins

## Résultats sur les grands tours

### Tour de France
2 participations 
- 1962 : hors délais (7e étape)
- 1963 : abandon (3e étape)

### Tour d'Italie
5 participations
- 1957 : abandon
- 1959 : 67e
- 1960 : 75e
- 1961 : abandon
- 1963 : 72e